# 沃祖兹河
沃祖兹河（法語：Vezouze，法語發音：[vəzuz]）是法国东北部的一条河流，发源自孚日省境内的多农山，长75.1千米，是默尔特河的右支流。